# 564

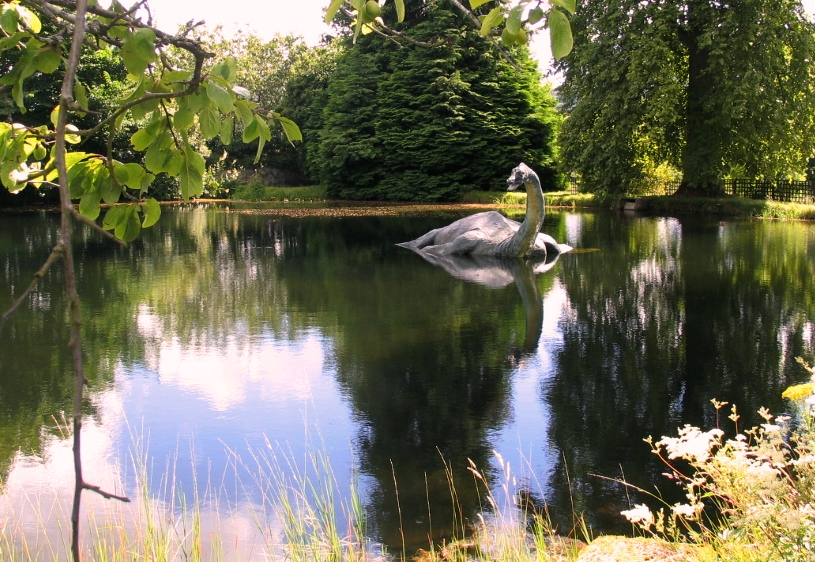
Het Monster van Loch Ness (Schotland)

Het jaar 564 is het 64e jaar in de 6e eeuw volgens de christelijke jaartelling.

## Gebeurtenissen

### Brittannië
- Columba van Iona, Iers missionaris, heeft bij de rivier de Ness (Schotse Hooglanden) een ontmoeting met het Monster van Loch Ness. (Volgens het manuscript het "Leven van Sint-Columba")

### Meso-Amerika
- De Maya-stad Tulum, op het schiereiland Yucatán (huidige Mexico), wordt voor het eerst vermeld op een stele inscriptie.

## Religie
- Cadoc, abt van Llancarfan (Wales), wordt benoemd tot bisschop van Weedon in Northamptonshire. (waarschijnlijke datum)

## Geboren
- Hermenegild, Visigotische prins (waarschijnlijke datum